# 市制特例
市制特例（しせいとくれい）とは、市制のうち、東京市・京都市・大阪市の3つの市（三都、三市）に、1889年（明治22年）から1898年（明治31年）までの間、導入した特例。市制中東京市京都市大阪市ニ特例ヲ設クルノ件（しせいちゅうとうきょうしきょうとしおおさかしにとくれいをもうくるのけん、明治22年3月23日法律第12号）により定められた。

## 三市と一般市
当時は、三市も一般市も市長ではなく市会が市を代表した。一般市では、市会が3人の市長候補を国に推薦し、内務大臣が天皇に上奏して1人の市長を裁可した。これを「市会推薦市長」（任期6年）という。「市会推薦市長」の最終任命権者は天皇であったが、市会の推薦なくしてその地位には就けないため、一般市では市会と行政が同一歩調を取り易いかたちであった。
他方、三市では「市会推薦市長」は置かず、府知事（内務省が任命）がその職務を執り行った（1条）。また、三市では、府知事が任命した書記官が助役の職務を行い（1条）、府庁の官吏が収入役・書記等の職務を行った（3条）。すなわち三市では、市会の多数派意見が行政に必ずしも反映されなかった。市会と行政の各々が独立していたことで、お互いのチェック機能が一般市よりあったと見ることも出来るが、市の行政が政府直轄である府の管理下にあったことから、地方自治が一般市より制限されていたとみられる。

## 背景
明治政府が当時「市民」（有権者）とみなしていたのは有産者であったが、寄生地主や製糸業者などの富裕層が多い地方に比べ、大都市では無産階級がそのほとんどを占め、政府が「市民」とみなす層が薄かった。
市制施行の翌年、1890年（明治23年）に行われた第1回衆議院議員総選挙では、東京府の人口162万8551人に対して有権者は5715人であり、全府県中で人口対有権者数比が最小（0.35%）であった。人口対有権者数比が最大（2.30%）の滋賀県では、人口67万1788人（人口比で東京府の41.3%）に対して有権者数が1万5456人（東京府の2.7倍）であったことに鑑みると、三市のような大都市では、少ない富裕層たちの利権によって市会運営が左右される危険性が高く、一般市と同列の制度導入は独裁政治を生じ易かった。
国政よりも有権者を広げた場合では、市会に自由民権運動の影響力が強くなり、日本の中枢を支える三市が混乱する恐れがあったため、明治政府は三市を強い管理下に置く必要があると考えた。しかし、帝国議会設立により、自由民権運動の主舞台は帝国議会になっていったため、三市特例の意義は急速に薄れていった。

## 廃止
帝国議会設置以後、何度も特例廃止法案が民党より衆議院へ提案されたものの、政府はこれを拒否し、逆に「東京都制および多摩県設置法案」（1895年、不成立）などで議会の選挙権や職掌を大幅に制限する方針を打ち出していた。だが、都市問題の深刻化とともに政府方針への批判は強まり、第2次松方内閣において大隈重信が入閣の条件としてこの特例廃止を要求したことから一気に現実味を帯びてきた。
1898年（明治31年）6月4日には、貴族院でも「市制特例廃止法」が可決され、6月28日に公布（明治31年法律第19号）された。これにより同年9月30日限りで市制特例は廃止され、同月中に松田秀雄（東京）・内貴甚三郎（京都）・田村太兵衛（大阪）がそれぞれ初代市長に就任した。